# Jhonny Pereda
Jhonny Fernando Pereda (San Juan, Venezuela, 18 de abril de 1996), más conocido como Jhonny Pereda, es un jugador profesional venezolano de béisbol que se desempeña en la posición de cácher en Miami Marlins, equipo de las Grandes Ligas de Béisbol (MLB).

## Carrera
En 2024, Pereda hizo su debut en la MLB con el equipo Miami Marlins, donde lleva jugando una temporada.